# Nekrolog 1539
Nekrolog
◄◄
| ◄
| 1535
| 1536
| 1537
| 1538
| 1539 | 1540 | 1541 | 1542 | 1543 | ► | ►►
Weitere Ereignisse | Allgemeiner Nekrolog 1539
Die Beschreibung der verstorbenen Person sollte so kurz wie möglich gehalten sein und nur deren signifikante Tätigkeit(en) enthalten.
Neue Namen ggf. auch unter dem Geburts- und Sterbedatum, also etwa unter 1. Januar und im Geburts- und Sterbejahr (2024) eintragen (nur bei entsprechender großer Wichtigkeit). Für Beispiele siehe die schon vorhandenen Artikel.
Außerdem über die fünf zuletzt Verstorbenen, zu denen es einen ausreichend guten Artikel für eine Präsentation auf der Hauptseite gibt, nach der todesbedingten Überarbeitung der Artikel ggf. auch unter Wikipedia Diskussion:Hauptseite informieren und sie am besten auch in den anderen Wikipedia-Sprachversionen eintragen. Tipp: Regelmäßig bei news.google.de nach „ist tot“, „gestorben“ oder „verstorben“ suchen.
Wenn eine Person gestorben ist, gibt es viele Seiten zu dieser Person in der Wikipedia, die davon auch betroffen sind und entsprechend aktualisiert werden müssen. Beispiele: Namenübersichtsseite, Geburtsjahr, Geburtsort-Seiten und viele mehr.
Wie finde ich die betroffenen Seiten?
Im Suchfeld auf der linken Seite gibt man den Suchbegriff so ein: „Vorname Nachname“. Dann klickt man auf Volltext und alle Seiten mit entsprechendem Suchtext werden aufgerufen. Hier sieht man dann schnell, wo auch das Todesjahr Sinn macht oder sogar ein Teil des Artikels angepasst werden muss. Auch hilft das „Werkzeug“ auf der linken Seite sehr gut, um solche Seiten aufzufinden: „Links auf diese Seite“. Somit ist die Wikipedia wieder aktuell in allen Bereichen! Hinweis: bei Eintragung der Kategorie „Gestorben JAHR“ wird der Missbrauchsfilter 49 ausgelöst, was jedoch nicht schlimm ist. Siehe: Spezial:Missbrauchsfilter/49
Dies ist eine Liste von im Jahr 1539 verstorbenen bekannten Persönlichkeiten. Die Einträge erfolgen innerhalb der einzelnen Daten alphabetisch sortiert. Tiere sind im Nekrolog für Tiere zu finden.

## Januar
| Tag        | Name                          | Beruf, bekannt als                                 | Alter | Beleg |
| ---------- | ----------------------------- | -------------------------------------------------- | ----- | ----- |
| 14. Januar | Giovanni Antonio da Pordenone | italienischer Maler                                |       |       |
| 18. Januar | Georg Vogtherr                | Stiftsherr und Stiftsprediger in Feuchtwangen      | 51    |       |
| 24. Januar | Anna Jansz                    | radikale Täuferin                                  |       |       |
| 27. Januar | Johann Lachmann               | lutherischer Theologe und Reformator von Heilbronn |       |       |

## Februar
| Tag         | Name                                  | Beruf, bekannt als                                                                 | Alter | Beleg |
| ----------- | ------------------------------------- | ---------------------------------------------------------------------------------- | ----- | ----- |
| 6. Februar  | Johann                                | Regent der Vereinigten Herzogtümer Jülich-Kleve-Berg                               | 48    |       |
| 7. Februar  | Anna von Brandenburg-Ansbach-Kulmbach | Prinzessin von Brandenburg-Ansbach, durch Heirat Herzogin und Regentin von Teschen | 51    |       |
| 8. Februar  | Conrad Erer                           | deutscher Bürgermeister der Reichsstadt Heilbronn                                  |       |       |
| 9. Februar  | Iver Munk                             | Bischof von Ribe                                                                   |       |       |
| 12. Februar | Christoph von Nellenburg-Tengen       | Freiherr und Graf                                                                  |       |       |
| 13. Februar | Isabella d’Este                       | Markgräfin von Mantua, Kunstsammlerin der italienischen Renaissance                | 64    |       |
| 18. Februar | Andreas Knöpken                       | deutscher Geistlicher und Reformator                                               |       |       |
| 21. Februar | Bernhardus Sasse                      | Weihbischof in Münster, Zisterziensermönch                                         |       |       |
| 22. Februar | Wolfgang Edelbauer                    | 35. Abt von Stift Lilienfeld                                                       |       |       |
| 26. Februar | Friedrich von Sachsen                 | Erbprinz von Sachsen                                                               | 34    |       |

## März
| Tag      | Name                                | Beruf, bekannt als                                 | Alter | Beleg |
| -------- | ----------------------------------- | -------------------------------------------------- | ----- | ----- |
| 5. März  | Nuno da Cunha                       | portugiesischer Seefahrer                          |       |       |
| 5. März  | Caspar Ursinus Velius               | Humanist, Dichter, Historiograph                   |       |       |
| 8. März  | Nicholas Carew                      | englischer Diplomat und Rittmeister Heinrich VIII. |       |       |
| 11. März | Johannes Baptist Righi              | italienischer Einsiedler                           |       |       |
| 13. März | Thomas Boleyn, 1. Earl of Wiltshire | englischer Diplomat und Vater von Anne Boleyn      |       |       |
| 19. März | Edmund Howard                       | englischer Hochadeliger                            |       |       |
| 20. März | David Göler von Ravensburg          | Domherr in Speyer, Stiftspropst, Archidiakon       |       |       |

## April
| Tag       | Name              | Beruf, bekannt als                                                                                         | Alter | Beleg |
| --------- | ----------------- | --- | ----- | ----- |
| 17. April | Georg der Bärtige | Herzog von Sachsen                                                                                         | 67    |       |
| 19. April | Katherina Weigel  | Opfer der Gegenreformation in Polen                                                                        |       |       |
| April     | Michael Vehe      | deutscher Mönch, Kirchenlehrer, Weihbischof und Herausgeber des ersten katholischen Gesangbuches mit Noten |       |       |

## Mai
| Tag     | Name                   | Beruf, bekannt als                          | Alter | Beleg |
| ------- | ---------------------- | ------------------------------------------- | ----- | ----- |
| 1. Mai  | Isabella von Portugal  | Ehefrau von Karl V.                         | 35    |       |
| 7. Mai  | Ottaviano dei Petrucci | italienischer Buchdrucker und Musikverleger | 72    |       |
| 20. Mai | María de Salinas       | spanische Adelige in England                |       |       |

## Juni
| Tag      | Name                                | Beruf, bekannt als             | Alter | Beleg |
| -------- | ----------------------------------- | ------------------------------ | ----- | ----- |
| 4. Juni  | Maria von Braunschweig-Wolfenbüttel | Äbtissin von Gandersheim       |       |       |
| 12. Juni | Ludeke Lüneburg                     | Ratsherr der Hansestadt Lübeck |       |       |
| 19. Juni | Christoph von Pappenheim            | Fürstbischof zu Eichstätt      |       |       |
| 20. Juni | Philipp III.                        | Graf von Waldeck-Eisenberg     | 52    |       |

## Juli
| Tag      | Name                   | Beruf, bekannt als                                          | Alter | Beleg |
| -------- | ---------------------- | ----------------------------------------------------------- | ----- | ----- |
| 5. Juli  | Antonio Maria Zaccaria | Begründer des Barnabitenordens und katholischer Heiliger    |       |       |
| 9. Juli  | Adrian Fortescue       | englischer Ritter                                           |       |       |
| 12. Juli | Fernando Kolumbus      | spanischer Seefahrer, Kosmograph, Humanist und Bibliothekar | 50    |       |
| 25. Juli | Lorenzo Campeggi       | italienischer römisch-katholischer Geistlicher; Kardinal    |       |       |
| 30. Juli | Bernhard von Cles      | Kardinal der katholischen Kirche                            | 54    |       |
| Juli     | Nikolaus Smiterlow     | Bürgermeister Stralsunds                                    |       |       |

## August
| Tag        | Name                          | Beruf, bekannt als                              | Alter | Beleg |
| ---------- | ----------------------------- | ----------------------------------------------- | ----- | ----- |
| 10. August | Johannes Justus von Landsberg | Mönch, Kartäuser                                |       |       |
| 11. August | Thomas Schöning               | Erzbischof von Riga                             |       |       |
| 14. August | Piers Edgcumbe                | englischer Adliger, Militär und Politiker       |       |       |
| 15. August | Tommaso Bosio                 | italienischer Geistlicher und Bischof von Malta |       |       |
| 25. August | Jakob von Salza               | Bischof von Breslau                             |       |       |

## September
| Tag           | Name         | Beruf, bekannt als                                    | Alter | Beleg |
| ------------- | ------------ | ----------------------------------------------------- | ----- | ----- |
| 22. September | Nanak Dev    | indischer Heiliger und Religionsstifter des Sikhismus | 70    |       |
| 27. September | Alonso Manso | spanischer Bischof in Puerto Rico                     |       |       |

## Oktober
| Tag         | Name                         | Beruf, bekannt als                               | Alter | Beleg |
| ----------- | ---------------------------- | ------------------------------------------------ | ----- | ----- |
| 14. Oktober | Floris van Egmond            | niederländischer Staatsmann und Militär          |       |       |
| 15. Oktober | Jost III. von Rosenberg      | böhmischer Adeliger                              | 51    |       |
| 18. Oktober | Edmund Braye, 1. Baron Braye | englischer Adliger und Politiker                 |       |       |
| 26. Oktober | Sebaldus Münsterer           | deutscher Rechtswissenschaftler                  |       |       |
| 27. Oktober | Hans Katzianer               | slowenischer Adliger und Feldherr der Habsburger |       |       |

## November
| Tag          | Name              | Beruf, bekannt als              | Alter | Beleg |
| ------------ | ----------------- | ------------------------------- | ----- | ----- |
| 1. November  | Giacomo Simonetta | italienischer Kardinal          |       |       |
| 26. November | Nicolaus Maurus   | deutscher lutherischer Theologe |       |       |

## Dezember
| Tag          | Name                            | Beruf, bekannt als                                                                 | Alter | Beleg |
| ------------ | ------------------------------- | ---------------------------------------------------------------------------------- | ----- | ----- |
| 9. Dezember  | Franz Burkhard                  | deutscher Jurist und Hochschullehrer                                               |       |       |
| 12. Dezember | Gabriel von Salamanca-Ortenburg | Generalschatzmeister und Hofkanzler in Österreich, Graf von Ortenburg (in Kärnten) |       |       |
| 15. Dezember | Tundama                         | Kazike und Herrscher über das Gebiet rund um Duitama                               |       |       |
| 20. Dezember | Johannes Lupi                   | franko-flämischer Komponist der Renaissance                                        |       |       |
| 28. Dezember | Agnes Dürer                     | Ehefrau von Albrecht Dürer                                                         |       |       |

## Datum unbekannt
| Tag                            | Name                   | Beruf, bekannt als                                                                                          | Alter | Beleg |
| ------------------------------ | ---------------------- | --- | ----- | ----- |
|                                | Andreas Althamer       | deutscher Theologe und Reformator                                                                           |       |       |
|                                | Symphorien Champier    | französischer Arzt, Historiker, Übersetzer und Herausgeber                                                  |       |       |
|                                | Philipp Drachstedt     | deutscher Berg- und Hüttenunternehmer, Rat der Grafen von Mansfeld                                          |       |       |
|                                | Johann von Erlach      | Schultheiss von Bern                                                                                        |       |       |
|                                | Estevanico             | Sklave, Forscher                                                                                            |       |       |
|                                | Francesco del Giocondo | florentinischer Seidenhändler und Politiker                                                                 |       |       |
|                                | Pierre Gringore        | französischer Schriftsteller, Dramaturg und Schauspieler                                                    |       |       |
| 23. September oder 3. November | Jodokus Heß            | deutscher Kartäuserprior und Schriftsteller                                                                 |       |       |
|                                | Vincentius Opsopoeus   | bayerischer Autor                                                                                           |       |       |
|                                | Marco Palmezzano       | italienischer Maler und Architekt                                                                           |       |       |
|                                | Melchior Rantzau       | holsteinischer Ritter und Politiker im Dienste zweier schleswig-holsteinischer Herzöge und dänischer Könige |       |       |
|                                | Ubaidullah             | Statthalter von Buchara, Usbekenkhan                                                                        |       |       |
|                                | Francesco Vettori      | florentinischer Staatsmann                                                                                  |       |       |
|                                | Ambrosius von Viermund | Herr von Neersen, kurkölnischer Diplomat                                                                    |       |       |
|                                | Anarg zu Wildenfels    | kursächsischer Rat, Reformator und evangelischer Kirchenlieddichter                                         |       |       |
|                                | Robert Wingfield       | englischer Diplomat                                                                                         |       |       |